# Mikulino (obwód moskiewski)
Mikulino (ros. Микулино) – wieś (sieło) w Rosji, w obwodzie moskiewskim, w rejonie łotoszyńskim. W 2010 liczyła 1455 mieszkańców.